# Bannockburn Rotunda

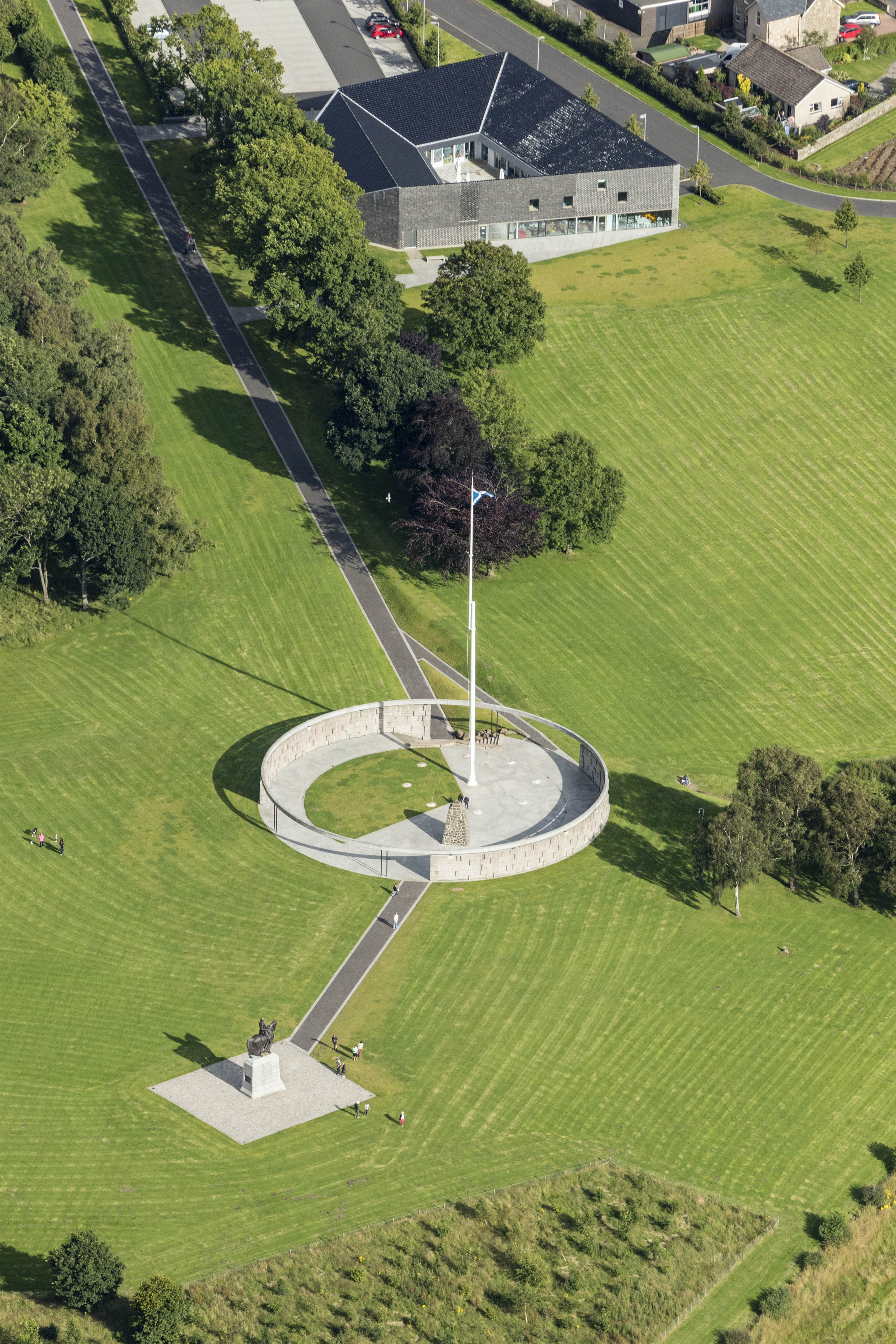
Bannockburn Rotunda

Die Bannockburn Rotunda ist ein Denkmal in der schottischen Stadt Stirling in der gleichnamigen Council Area. 2004 wurde das Bauwerk in die schottischen Denkmallisten in der höchsten Denkmalkategorie A aufgenommen.

## Geschichte
Am Standort in der ehemaligen, heute zu Stirling gehörenden Ortschaft Bannockburn fand im Jahre 1314 mit der Schlacht von Bannockburn die entscheidende Schlacht des ersten Schottischen Unabhängigkeitskriegs statt. Der Standort des Borestone, an dem Robert the Bruce der Überlieferung zufolge seine Standarte erhob, wurde bereits in den 1870er Jahren mit einem Flaggenmast gekennzeichnet. 1954 fügte der National Trust for Scotland einen Gedächtnis-Cairn hinzu, in den Fragmente des Borestone eingearbeitet wurden.
Zu den Feierlichkeiten zum 650. Jahrestag der Schlacht wurde beschlossen eine formalisierte Gedächtnisstätte an die für die schottische Geschichte bedeutsame Schlacht einzurichten. Während Robert Matthew das Gesamtkonzept entwarf, zeichnen H. F. Clark und F. R. Stevenson für die Anlage des Parks beziehungsweise die architektonische Leistung verantwortlich. Die von Pilkington Jackson gestaltete Reiterstatue Robert the Bruce’ wurde mit der Eröffnung der Anlage am Jahrestag enthüllt. Später wurde noch ein Besucherzentrum hinzugefügt.

## Beschreibung
Die Gedächtnisstätte befindet sich am Südwestrand Stirlings. Zentrales Element ist die gebrochene Rotunde, die Ähnlichkeiten zu neolithischen, schottischen Henges, aber auch zu Gunnar Asplunds Waldfriedhof (Skogskyrkogården) in Stockholm aufweist. Die aus Betonelementen mit abschließender Holzleiste bestehende Rotunde umschließt den Flaggenmast sowie den Cairn. Die beiden weiten Öffnungen nehmen den Prozessionsweg auf, der in der Rotunde abknickt. Der Weg kommt aus südöstlicher Richtung, aus der sich historisch die englischen Truppen näherten, und endet im Nordwesten an der Bronzestatue Robert the Bruce’ mit einem weiteren Blick auf Stirling Castle, dem Ziel der Engländer.

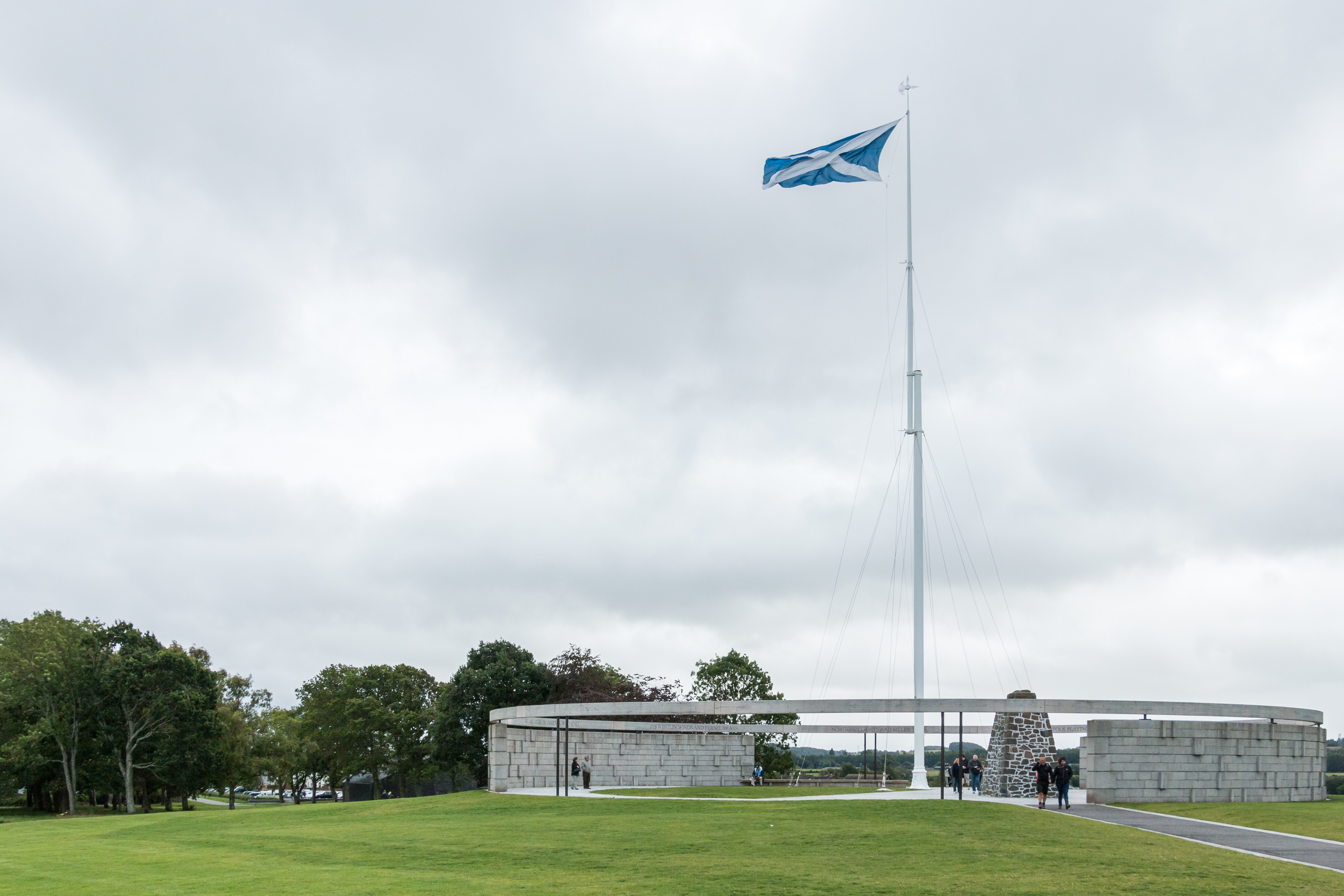
Blick auf die Rotunde mit Flaggenmast und Cairn
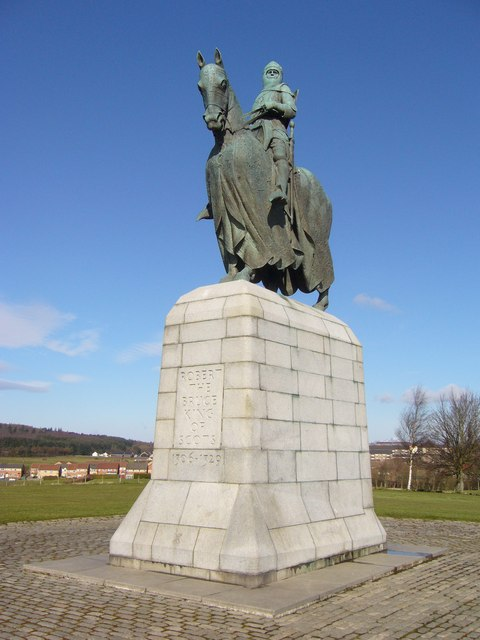
Reiterstatue Robert the Bruce’